# الشيعة في لبنان

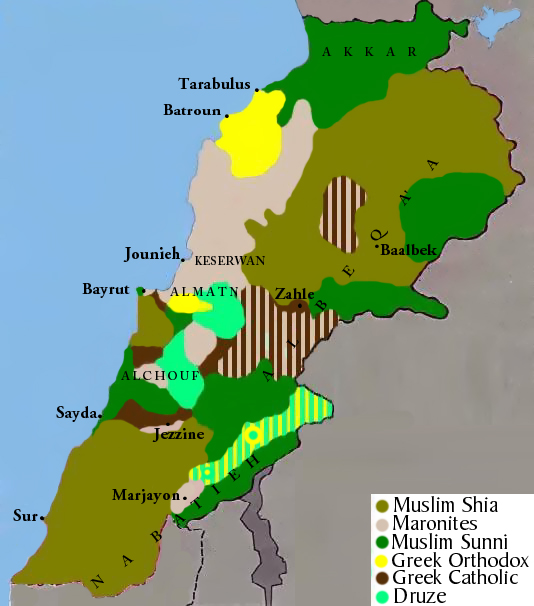
تقديرا آخر عن التوزيع الديني في لبنان

المسلمون الشيعة اللبنانيون ويعرفون تاريخيًا باسم المتاولة هم اللبنانييون الذين يتبعون المذهب الشيعي في الدين الإسلامي، والذي يعتبر من أكبر المذاهب الإسلامية في البلاد إلى جانب أهل السنة والجماعة.
للمذهب الشيعي في لبنان تاريخ يتجاوز الألف سنة، يشكل الشيعة اليوم حوالي 31.5% من سكان لبنان وبذلك تحتل هذه الطائفة المرتبة الثانية من حيث العدد بعد السنة. يعيش معظم الشيعة في المنطقة الشمالية والغربية من سهل البقاع، بالإضافة إلى جنوب لبنان والضاحية الجنوبية لبيروت، والغالبية منهم شيعة إثنا عشرية مع وجود أقلية علوية في الشمال، ونسبة صغيرة من الإسماعيليين. يصنّف الموحدون الدروز كمجتمع مستقلّ ومنفصل عن الشيعة، على الرغم من إنفصالهم عن المذهب الشيعي الإسماعيلي قبل حوالي ألف سنة.
يشارك الشيعة في السياسة اللبنانيّة من خلال الحكومات والمجالس النيابية، ويكفل الميثاق الوطني، وهو إتفاق غير مكتوب بين الطوائف اللبنانية، حق الطائفة الشيعية في تولّي منصب رئاسة مجلس النواب بشكل دائم.

## التاريخ

### الأصول
إنّ التراث الثقافي واللغوي اللبنانيية يعتبر مزيجًا من العوامل الفينيقية الأصليّة بالإضافة إلى الثقافات الخارجيّة التي حكمت البلاد وسكانها لآلاف السنين. في مقابلة له عام 2013، أشار عالم الأحياء بيار زلوعة إلى أن الإختلافات الجينيّة لدى اللبنانيين تتجاوز التباينات الطائفية والدينية: "يملك لبنان طوائف متنوعة لكلّ منها خصائص جينيّة معيّنة، لكن بلا فوارق كبيرة، وتعّد الأديان طبقة طلاء في الأعلى. لا يوجد أي نمط أو نموذج يظهر أن طائفةً ما فينيقية أكثر من الأخرى".

## شخصيات مهمة من الشيعة في لبنان
- عبد الحسين شرف الدين (1873-1957) - عالم دين وإمام مدينة صور ومؤسس مؤتمر وادي الحجير.
- حسن كامل الصباح (1894-1935) - عالم فيزياء ومخترع.
- محمد الحرفوشي: عالم دين شيعي شهير وصاحب مؤلفات وشاعر وأديب، توفي عام 1059 هـ.
- صبري حمادة (1902-1976) - رئيس مجلس النواب في عهد الاستقلال.
- موسى الصدر (1928- ) – مؤسس المجلس الإسلامي الشيعي الأعلى و حركة المحرومين (التي أصبحت لاحقًا حركة "أمل")،[6] اختطف عام 1978 في ليبيا و هو مجهول المصير إلى الآن.
- الشيخ حبيب آل ابراهيم (1886 - 1965) - عالم دين شيعي, رائد في العمل الاجتماعي والتبليغي.
- محمد حسين فضل الله (1935-2010) - مرجع شيعي.
- نبيه بري (1938- ) – رئيس مجلس النواب اللبناني و رئيس حركة أمل.
- حسن نصر الله (1960–2024) - الأمين العام السابق لحزب الله.
- محمد الزيات (1932- 1963) - قائد حركة القوميين العرب في مدينة صور.

## شخصيات لبنانية عامة تنتمي للطائفة الشيعية

### علماء دين
| - محمد مهدي شمس الدين | - عبد الأمير قبلان | - عفيف النابلسي | - ياسر عودة |

### المقاومة
| - أدهم خنجر ضد الانتداب الفرنسي | - صادق حمزة ضد الانتداب الفرنسي | - محمود بزي ضد الانتداب الفرنسي | - محمد سعد ضد الاحتلال الاسرائيلي | - خليل جرادي ضد الاحتلال الاسرائيلي | - عماد مغنية ضد الاحتلال الاسرائيلي | - مصطفى بدر الدين ضد الاحتلال الاسرائيلي |

### السياسة
| - حسين الحسيني | - كامل الأسعد | - احمد الأسعد |

### الرياضة
| - حسن بشارة | - رضا عنتر | - موسى حجيج |

## وصلات خارجية
- تاريخ التشيّع في لبنان - مؤسسة منار الهدى
- الشيعة بين الاجتماع والدولة - هاني فحص
- للبحث عن تاريخنا في لبنان
- الشيعة في لبنان تحت الحكم العثماني - ستيفن ونتر
- شيعة لبنان والمنطلق الحقيقي لتاريخه - الشيخ جعفر المهاجر
- التشيّع في طرابلس وبلاد الشام - علي الإبراهيم الطرابلسي
- تاريخ الشيعة في لبنان وسوريا والجزيرة في القرون الوسطى - محمد حمادة
- تاريخ الشيعة في لبنان - الجزء الأول – الحكم الشيعي في لبنان - سعدون حمادة
- تاريخ الشيعة في لبنان – الجزء الثاني – تهجير الشيعة من جبل لبنان - سعدون حمادة
- أبو ذر وأسطورة نسبة التشيع في جبل عامل إليه - علي حب الله
- التاسيس لتاريخ الشيعة في لبنان وسوريه:أول دراسه علميه علي تاريخ الشيعة في المنطقة - جعفر المهاجر
- تاريخ الأسر الشرقية، عيسى إسكندر المعلوف، الجزء السابع